# Староманзирський заказник
Староманзи́рський зака́зник — ботанічний заказник загальнодержавного значення в Україні. Розташований у Болградському районі Одеської області, поблизу села Лісне, на кордоні з Молдовою. 
Площа заказника 128,0 га. Розташований на території урочища «Старий Манзир», у кварталах 1-2 Бородинського лісництва ДП «Саратське лісове господарство». Створений постановою Ради Міністрів УРСР від 28 жовтня 1974 року № 500.
З 2 січня 2022 року, згідно Указу Президента України, межі території ботанічного заказника загальнодержавного значення "Староманзирський" були суттєво змінені.
Заказник було створено для охорони ландшафтної степової діброви, в якій росте понад 50 видів екзотичних рослин, у тому числі: айлант, каркас, яловець віргінський, скумпія, софора та інші. Охороняються вікові дуби й екзоти.